# Albula esuncula
Albula esuncula är en fiskart som först beskrevs av Garman, 1899.  Albula esuncula ingår i släktet Albula och familjen Albulidae. IUCN kategoriserar arten globalt som livskraftig. Inga underarter finns listade i Catalogue of Life.